# Chesnois-Auboncourt
Chesnois-Auboncourt är en kommun i departementet Ardennes i regionen Grand Est (tidigare regionen Champagne-Ardenne) i nordöstra Frankrike. Kommunen ligger  i kantonen Novion-Porcien som ligger i arrondissementet Rethel. År 2022 hade Chesnois-Auboncourt 162 invånare.

## Befolkningsutveckling
Antalet invånare i kommunen Chesnois-Auboncourt
Referens: INSEE